# Isoetes piedmontana
Isoetes piedmontana är en kärlväxtart som först beskrevs av N. Pfeiffer, och fick sitt nu gällande namn av C. Reed. Isoetes piedmontana ingår i släktet braxengräs, och familjen Isoetaceae. Inga underarter finns listade i Catalogue of Life.